# La dama de rosa
La dama de rosa es una telenovela venezolana protagonizada por Jeannette Rodríguez y Carlos Mata y con la participación antagónica de Gigi Zanchetta en 1986. Fue escrita por José Ignacio Cabrujas y Boris Izaguirre, y dirigida por Luis Manzo. Originalmente fue emitida por RCTV. Fue una versión libre que este dramaturgo hiciera del clásico francés del siglo XIX El Conde de Montecristo, de Alejandro Dumas. Con el paso del tiempo es reconocida en la historia de la televisión venezolana como "La Maldición Rosa", por lo accidentada que resultó grabarla, ya que muchos de sus actores (por ejemplo Gustavo Rodríguez y Doris Wells, quienes interpretaron originalmente los personajes de Tito Clemente y Leyla Kebil, respectivamente) terminaron retirándose de dicha trama.

## Argumento
En 1979, Gabriella Suárez, una joven estudiante de teatro y animadora de un equipo de baloncesto, comienza a trabajar en un taller de lavado de coches con el fin de ayudar económicamente a su familia, ya que su padre acaba de fallecer y ella debe cuidar de sus hermanos menores.
El taller de lavado de coches es propiedad de un célebre hombre de negocios, Tito Clemente, con quien Gabriella mantendrá un breve pero apasionado romance. Sin embargo, poco después, ella es incriminada falsamente en un delito de tráfico de drogas, por lo que es arrestada y condenada a doce años de cárcel. Creyendo que su antigua amante es culpable de lo sucedido, Tito la abandona a su suerte sin saber que Gabriella está embarazada. 
En la cárcel, Gabriella comienza a hacer planes para fugarse. Después de siete años en prisión, la joven logra escapar con un único objetivo en mente: vengarse del hombre que arruinó su vida (que sin saberlo no es realmente el responsable) Para ello, Gabriela cambia su apariencia física y adopta el nombre falso de Emperatriz, Emperatriz Ferrer. Así, Gabriella logrará meterse de nuevo en la vida de Tito Clemente como su secretaria para volverlo a enamorar. Una vez casados, se desvelará su identidad y será detenida, pero finalmente es Tito quién irá a prisión. Al final, una vez cumplida su condena y tras haber sido nuevamente madre de una niña, Gabriella y Tito se reconciliarán y tendrán su final feliz.

## Reparto
- Jeannette Rodríguez .... Gabriella Suárez Martínez / Emperatriz Ferrer
- Carlos Mata .... Tito Clemente
- Miguel Alcántara .... David Rangel
- Amalia Pérez Díaz  .... Lucía Martínez Vda. de Suárez
- Félix Loreto .... Aníbal Ortega Peña
- Dalila Colombo .... Leyla Quebil de Clemente, apodada "Turca"
- Gigi Zanchetta .... Eleonora Albánez de Clemente / Eleonora Albánez de Ustaris
- Jaime Araque .... Nelson Suárez Martínez
- Victoria Roberts .... Julia Suárez Martínez
- Gisvel Ascanio .... Elsa Velasco
- Egnis Santos .... Nelly Ortega Peña
- Xavier Bracho .... José Antonio Ordaz Clemente
- Gladys Cáceres .... Mercedes Olvido Rangel
- Haydée Balza .... Carmen Montilla
- Alberto Marín .... Comisario Fermín
- Carlota Sosa .... Amparo Urguelles
- Helianta Cruz .... Margot de Ustaris
- Guillermo Ferrán .... Martín Clemente
- Juan Frankis .... Eloy González
- Humberto García .... Asdrúbal Ustaris
- Zulay López .... Grecia
- Fernando Carrillo .... José Luis Ustaris
- Jonathan Montenegro .... Diego Clemente Suárez
- Irina Rodríguez .... María Fernanda Ustaris
- Francis Romero .... Sonia
- Marcelo Romo .... Joaquín Mendoza
- Carlos Villamizar .... Braulio Benavides
- María del Pilar .... Dalila Solano
- Arístides Aguiar .... Ernesto Ortiz
- Alejandro Mutis .... Antonio
- Albertina Álvarez .... Ana María
- Adela Romero .... Alma Pantoja
- Manolo Vásquez .... Vivas Barista
- Johan Andrade .... Julio
- Jacinto Cabrera .... Señor Juez
- Aidita Artigas .... Matilde Peña Vda. de Ortega
- Pedro Durán .... Gerardo
- Blanca Pereira .... Blanca
- Romelia Agüero .... Cleotilde de Quebil "Mamama"
- Irma Palmieri .... María
- Martha Pabón .... Nora
- José Luis Colmenares

## Producción
- Escritores: José Ignacio Cabrujas, Marc Handler y Boris Izaguirre
- Tema Musical (difusión para Venezuela): A flor de piel. Intérprete: Luz Marina. Autor: Yordano.
- Tema Musical (difusión para resto de países): Solo importas Tú. Intérprete: Franco de Vita
- Dirección: Tito Rojas
- Escenografía: Enrique Fernández
- Diseño de Vestuario: Carlos De Luca
- Música : Federico Gattorno
- Producción Ejecutiva: Daniel Farias
- Producción de estudio: Euclides Quijada y Daniel Andrades
- Dirección: Luis Manzo

## Emisión en otros países
- Colombia: Cadena 1 (1987)
- Argentina: Canal Once (1989)
- Chile: Televisión Nacional de Chile (1990-1991)
- España: Televisión Española (1990)

## Telenovelas relacionadas
- RCTV produjo en el año 1997-1998 una versión de esta telenovela que llevó por título Cambio de piel protagonizada por Coraima Torres y Eduardo Serrano.
- Televisión Española realizó en España en el año 2002-2003 una versión libre de esta telenovela titulada "Géminis, venganza de amor", protagonizada por Ana Turpin y Manuel San Martín.